# 剣乙女ノア
『剣乙女ノア』（つるぎおとめノア）は、2007年9月28日にTAIL WINDより発売されたアダルトゲーム。TAIL WINDのデビュー作となった。

## あらすじ
沢渡春都は、魔王との死闘の末相討ちになり、人間として復活するために魔王の肉体に乗り移ることにした。
だが、魔力が拡散したため、魔王の肉体に魔力は残っておらず、他人から精気を吸い取る必要があった。その条件を知った春都は、人間として死のうとしたが、責任を感じた幼馴染であるノアと魔王を倒した戦友フィリアに止められた。
かくして、3人のエッチな日々が始まったが、様々な困難が彼らを待ち受けていた。

## 登場人物
沢渡 春都（さわたり はると）
主人公。前向きな性格で、自らの死に関してもあまり落ち込んでいない。
ギルウィンド
声 - 後野祭
春都が肉体を借りている人物にして、魔王。
桐宮 乃愛（きりみや ノア） / —銀聖の剣姫・勇者ノア—
声 - 桜川未央
春都の幼馴染。異世界ラインフォースの王族で、地球に来ていた勇者。
才色兼備だが、恥ずかしがり屋故近寄りがたい雰囲気を醸し出しているのが彼女の悩みである。
また、恋愛には奥手で、性経験もない。
フィリア（オルフィリア・ガブリエーレ） / —暁の翼姫・聖女フィリア—
声 - 青川ナガレ
ノアの実妹で、姉の代わりに異世界ラインフォースの女王をしていた。
サーラン
声 - 未来羽
異世界ラインフォースの魔導師で、魔族の血を引いている。頼りがいのある性格。
メルフィス
声 - かわしまりの
魔王ギルウィンドの部下である将軍で、高潔な性格。魔王のことをよく知っており、最期を看取りに地球に来ていた。
クレア
声 - 飯田空
魔王に救われ、メイドになったエルフ。メルフィス同様最期を看取りに来ていた。

## スタッフ
- 原画 - bomi、igul
- シナリオ - そら、雪乃府宏明
- 音楽 - 加藤賢二(KiA-Music)
- 企画・制作 - TAIL WIND開発室

## 主題歌
- OP主題歌「SWORD OF LOVE」

作詞 - 神代あみ(Angel Note) / 作曲・編曲 - 椎名俊介(Angel Note) / 歌 - 神代あみ
- ED主題歌「endlessly」

作詞 - 中山♡マミ(Angel Note) / 作曲・編曲 - 椎名俊介 / 歌 - 中山♡マミ

## 関連商品
音楽CD
- 「剣乙女ノア VOCAL＆BGM CD」（TAIL WIND、2008年2月1日発売） TAILWIND-071

DVDPG
- 「剣乙女ノア DVDPG」（mints、2008年5月25日発売） DGMT-7550